# Eupontonia noctalbata
Eupontonia noctalbata is een garnalensoort uit de familie van de Palaemonidae. De wetenschappelijke naam van de soort is voor het eerst geldig gepubliceerd in 1971 door Bruce.